# Антоніо I Аччаюолі
Антоніо I (італ. Antonio I Acciaiuoli; бл. 1370 — 1435) — герцог Афінський в 1402—1435 роках. Протягом панування зумів відновити політичний і культурний вплив держави.

## Життєпис

### Молоді роки
Походив з флорентійського роду Аччаюолі. Позашлюбний син афінського герцога Неріо I, герцога Афінського, і Марії (доньки Деметрія Ренді, канцлера Афін). Народився близько 1370 року у Флоренції (за іншою версією в Лівадії, Беотія).
У 1394 році після смерті батька вимушен був вступити в боротьбу за родинну спадщину, оскільки Неріо I заповів герцогство Венеційської республіці. До моменту передачі містом керував Маттео де Монтон. У його короткочасне правління на столицю герцогства напали османські корсари, але їх напад було відбито. Наприкінці того ж року венеційці офіційно вступили в право керування. З 1395 року герцогством керували венеційські подести.
Сам Антоніо успадкував міста Фіви і Лівадія в Беотії. Невдовзі уклав союз зі шваргом Феодором I Палеологом, деспотом Мореї, проти іншого шварга — Карло I Токко, деспота Епіру, взявши в облогу Коринф. У 1397 році Антоніо намагався опанувати Аттикою з Афінами, але зазнав невдачі у боротьбі з подестою Альбано Контаріні. Того ж року за підбурювання Аччаюолі османи плюндрували Беотію і Аттику.

### Герцогування
У 1402 році з другої спроби захопив Афіни, але венеційський подеста Ніколло Віттурі зміцнився на Акрополі. Місцеве грецьке населення, яке втомилося від венеційського панування, із проголосило Антоніо герцогом. Венеція оголосила Антоніо ворогом християнської віри і оцінила його голову в 8 тис. гіперпіронів. Віттурі очікував допомоги від Франческо Бембо, байло Негропонта, але наприкінці останній на шляху до Аттики зазнав поразки у горах і потрапив в полон до Антоніо Аччаюолі.
У лютому 1403 року, після 17-місячної облоги, залога Акрополя і Ніколо Віттурі здалися. Втім в тому ж році Венеція уклала союз з Сулейманом Челебі, що боровся за владу в Османській державі, відповідно до якого Сулейман мав повалити Антоніо, а венеційці допомогти флотом проти братів Сулеймана.
Разом з тим кардинал Анджело II Аччаюолі переконав папу римського Інокентія VII і Владислава I, короля Неаполю, визнати герцогом Антоніо I Аччаюолі. Папські представники почали перемовини з енатом Венеції. 31 березня 1405 року було укладено мирний договір, за яким Венеція визнала Антоніо I суверенним афінським герцогом. Натомість останній визнавав зверхність Венеції, за що отримав статус венеційського громадянина. Також герцог повинен був щороку на Різдво відправляти шовкову мантію до базиліки Святого Марка, не допустити Макарія I, православного архієпископа Афін, що підтримав османів, відвідувати його кафедру і повернути товари останнього венеційського подести Нікколо Віттурі. Проте нічого з того Антоніо I не виконав
В наступні роки продовжив політику з відвоювання батьківських володінь. У 1406 році зайняв фортецю Старію, останнє венеційське укріплення в Аттиці. У 1410 році уклав союз з Османською імперією, спрямований проти Венеції. Того ж року атакував Навплій, порушивши мир з венеційцями. Боротьба тривала до 1419 року.
Для зміцнення свого становища запросив до себе своїх родичів Аччайолі і роздав їм державні і церковні посади. Його дядько, Джованні Аччайолі, став архієпископом Фів. При Антоніо I пожвавилася торгівля в герцогстві. Флорентійські купці отримали в Афінах більші торгові привілеї в порівнянні з іншими.
1407 року скориставшись смертю Феодора I Палеолога, висунув претензії на місто Коринф. Боротьба за нього тривала до 1423 року і завершилася перемогою Антоніо I.
Водночас 1422 року виникла загроза з боку Альфонсо, короля Арагону і Сицилії, що мав претензії на герцогство Афінське. Той в цей час закріпився також в Неаполітанському королівстві. Антоніо I намагався отримати допомогу від Венеції, але отримав відмову. Разом з тим у Алфьонсо виникли складнощі в Неаполі, що запобігло великій війні.
1430 року після смерті сестри Франчески успадкував міста Мегари і Сікіон. 1435 року Антоніо I помер. Володіння спадкував його небіж Неріо II.

## Меценат
Антоніо I намагався перетворити Афіни на культурний центр Балкан. Він наказав відновлювати античні пам'ятники і ремонтувати будівлі, а також заохочував лицарство. При ньому Афіни були впорядковані і прикрашені. Візантійський історик Лаонік Халкоконділ називав Антоніо мудрим і щедрим правителем.

## Родина
Дружина — Марія, донька Лева Меліссена, візантійського себастократора
дітей не було